# A-riksdagen 1958
Riksdagen 1958 ägde rum i Stockholm.
Riksdagens kamrar sammanträdde i riksdagshuset den 10 januari 1958. Riksdagsarbetet inleddes ceremoniellt genom riksdagens högtidliga öppnande i rikssalen på Stockholms slott den 11 januari. Första kammarens talman var John Bergvall (FP), andra kammarens talman var Patrik Svensson (S).
Riksdagen upplöstes den 28 april 1958 sedan regeringen utlyst nyval, något som då inte hade inträffat i Sverige sedan 1914. Val till andra kammaren hölls den 1 juni 1958. Den nya riksdagen, kallad B-riksdagen 1958, samlades den 18 juni.